# جامع الهادي (صعدة)
جامع الهادي أو جامع الإمام الهادي أحد مساجد مدينة صعدة التاريخية، ويقع شرق غرب المدينة، بني في حوالي 897 م، وسمي باسم الإمام يحيى بن الحسين الملقب ب«الهادي إلى الحق» مؤسس الدولة الزيدية، ويعد أقدم مقر لتعليم المذهب الزيدي في شبه الجزيرة العربية.

## وصفه
يتألف الجامع من صحن مكشوف في الوسط تحيط به أربعة أروقة أعمقها رواق القبلة، ويمكن الدخول إليه عبر ثلاثة عشر باباً، وللجامع مئذنتان الكبرى منها تقع في الصحن، وتعد من أكبر المآذن اليمنية إذ يصل ارتفاعها إلى حوالي 52 متر، أما المئذنة الثانية فهي صغيرة وتقع في الفناء الجنوبي. يحتوي الجامع على العديد من العناصر المعمارية ذات التأثيرات المختلفة، ويعد الجامع ثالث جامع في اليمن تلحق به مئذنة بعد جامع فروة بن مسيك والجامع الكبير بصنعاء، كما أنه أقدم مسجد جامع تلحق به منازل للمنقطعين والمهاجرين، بالإضافة إلى أنه المثل الوحيد الذي تبرز كتلة محرابه عن سمت الواجهة بمستويين وتدرج يقل كلما ارتفع البناء، ويوجد فيه أيضاً منبر خشبي من أقدم المنابر ذات التاريخ المدون إذ يرجع تاريخه إلى 310هـ / 922م)إلى جانب ثمان تراكيب خشبية حملت صفوفها شتى من الزخارف العربية بالإضافة إلى العديد من شواهد القبور التي حملت في نصوصها أنواعاً من الخطوط المحفورة في الحجر والتي توضح إبداع الخطاط اليمني وقدرته ومهارته عبر العصور الإسلامية، كم نُفذت على جدران المسجد زخارف هندسية ونباتية وكتابية متنوعة نفذت بمادة الجص بإتقان منقطع النظير.

## تعرضة للقصف
تعرض مسجد الهادي لغارة جوية في 9 مايو 2015 من التحالف التي تقودة السعودية مما أدى إلى تضرره أضرار بالغة.